# 朱奉𮡶

朱奉𮡶（釒伊）（1614年—1644年），號覺斯，明朝汶川懿簡王朱友㙴晜孫，明朝宗室，是自天啟年間開始允許宗室參與科舉之後的13位進士之一，所以在史料中被稱為「宗室進士」或「宗科進士」。四川成都府華陽縣（今四川省成都市）人，祖籍安徽鳳陽。

## 生平
萬曆四十二年（1614年）正月初七日生。蜀藩汶川王府宗籍，封奉國中尉。天启七年（1627年）丁卯科乡试第六十九名，崇禎七年（1634年）會試第280名，殿试第三甲第188名。晚明史学家谈迁《枣林杂俎》〈宗室进士〉条载：“华阳朱奉𮡶，（初名𮡶。）皆庶宗，未请名，至是改登玉牒。（奉𮡶，侯，奉国中尉。）”禮部觀政，崇禎八年（1635年），授中书舍人。崇祯十四年（1641年），考选贵州道监察御史，巡视中城，本年巡按貴州。十六年升陕西布政司参议，守靖边道。致仕歸。崇禎十七年（1644年），張獻忠大軍入四川，朱奉𮡶遇難。

## 家世
朱奉𮡶為蜀藩汶川王府宗籍，曾祖父是奉国将军宗正朱让栲，祖父是镇国中尉朱承燰，父親是辅国中尉朱宣𡌃。